# Willis Tower
Willis Tower (før 16. juli 2009 Sears Tower), er USA's næst højeste bygning, den højeste bygning er nu One World Trade Center. Willis Tower er 447 meter høj og indeholder 108 etager. Bygningen blev opført i perioden 1970-1973, og var ved færdiggørelsen den højeste bygning i verden. Regnes tv-antennerne på taget med, når bygningen en højde af 527,3 meter. Bygningen blev designet af Bruce Graham og Fazlur Khan fra Skidmore, Owings, & Merrill. Den er beliggende i Chicago, Illinois.
Bygningen hed Sears Tower indtil 2009, hvor Willis Group fik muligheden for at omdøbe det som en del af deres lejeaftale for en del af kontorerne i bygningen.

## Eksterne links
- Wikimedia Commons har flere filer relateret til Willis Tower
- Willis Tower

41°52′43″N 87°38′09″V / 41.87861°N 87.63583°V